# رابرت د گرس
رابرت د گرس (انگلیسی: Robert De Grasse؛ ۹ فوریه ۱۹۰۰ – ۲۸ ژانویهٔ ۱۹۷۱) فیلم‌بردار اهل ایالات متحده آمریکا بود.
از فیلم‌هایی که وی در آن‌ها نقش داشته است، می‌توان به پنجره، جاسوس محبوب من، سبکبار و بی‌خیال و قاتل مادرزاد اشاره نمود.